# 五宝孝一
五宝孝一（ごほう たかと、1965年3月20日 - ）は、日本の俳優。東京都八王子市出身。
BE　GLAD　PRODUCE所属。
富士城流家元　富士城舞宝
血液型B型。特技は日本舞踊、殺陣、ゴルフ、趣味は釣り
資格大型自動二輪、大型免許、けん引免許、小型船舶2級、ダイビングCライセンス

## 出演

### テレビ
- NHK 『ちゃんぽん食べたか』寺山陽造役
- TBS『月曜ゴールデン　湯けむりバスツアー 桜庭さやかの事件簿5』明石英男役
- NHK　BS『酔いどれ小藤次』美造役
- NHK　BS『菜の花ラインに乗りかえて』
- NHK『蝶々さん』箱屋役
- 毎日放送 コドモ警察 最終話 本庁の上官役

#### 2020年
- テレビ朝日〔帯ドラマ劇場〕 やすらぎの刻〜道 堺孝則役

#### 2011年
- TBS〔連ドラ〕『日曜劇場 JIN-仁-』薩摩藩医役
- NHK〔連ドラ〕『連続テレビ小説　おひさま』松本の警防団員役

#### 2010年
- テレビ朝日 相棒 season9 第7話 北野清志役
- TBS ハンチョウ〜神南署安積班〜2 瀬田守役
- テレビ朝日〔土曜ワイド〕『事件14』 東京高裁検事 木島役

#### 2009年
- NHK〔スペシャルドラマ〕『坂の上の雲』海軍浪速砲術長 広瀬勝比古役
- NHK〔ドラマ8〕『ゴーストフレンド』TVアナウンサー役
- TBS『ハンチョウ〜神南署安積班〜』9話 園田二朗弁護士役
- TBS〔連ドラ〕『水戸黄門』 第40 14話 富山藩主 前田正甫役
- フジテレビ〔金曜プレステージ〕『浅見光彦シリーズ34』美濃路殺人事件 高桑雅之役
- テレビ朝日〔テレビ朝日開局50周年記念SP〕『刑事一代 平塚八兵衛の昭和事件史』 金子記者役

#### 2008年まで
- フジテレビ〔金曜プレステージ〕　浅見光彦シリーズ32 箱庭 鶴井明役
- NHK 海峡 闇市の男役
- NHK 大河ドラマ 風林火山 今川氏輝役
- NHK 柳生十兵衛七番勝負 レギュラー金井半兵衛役
- TBS 華麗なる一族 高橋事務官役
- TBS ジョシデカ!-女子刑事- 所轄刑事課課長 藤原新平役
- テレビ朝日〔土曜ワイド〕 西村京太郎サスペンス 鉄道捜査官8  映画監督役
- NHK〔朝ドラ〕 純情きらり 準レギュラー 特高刑事役
- NHK 次郎長背負い富士 レギュラー 桶屋の鬼吉役
- NHK『慶次郎縁側日記 2.3』レギュラー 板前清三郎役
- NHK『土曜ドラマ』ディロン運命の犬
- 日本テレビ 〔報道スペシャル〕『再会〜横田めぐみさんの願い』刑事役
- テレビ朝日『7人の女弁護士』 検事役
- NHK〔大河ドラマ〕『義経』 義経追捕武将役
- NHK『名探偵赤富士鷹シリーズ』ABC殺人事件 檀野役
- NHK〔大河ドラマ〕『新選組!』 黒田了介（黒田清隆）役
- NHK〔大河ドラマ〕『北条時宗』 対馬使者長一郎役
- NHK〔朝ドラ〕『あすか』準レギュラー 喫茶しゃべらんてマスター役
- NHK〔朝ドラ〕『天うらら』大工役
- NHK〔朝ドラ〕『すずらん』工務店社員役
- NHK『腕におぼえあり』剣術指南役
- NHK『蒼天の夢〜松陰と晋作・新世紀への挑戦』
- NHK『日輪の翼』トラック運転手役
- NHK『島にきんさい』ダイバー役
- NHK『鳥のように風のように』警備員役
- NHK『命のケースファイル』不良役
- NHK『飛べない羽』日本語学校教師役
- NHK『緋が走る』陶芸家役
- NHK『ミッショントップシークレット』日本、オーストラリア合作
- TBS『みちのく温泉逃避行』シェフ役
- TBS『星の王子様スキーに行く』
- TBS『星の王子様東京に行く』
- フジテレビ『古畑任三郎』ラジオ局スタッフ役
- フジテレビ『世にも奇妙な物語』『つぐない』新聞記者役
- フジテレビ『課長島耕作4』
- フジテレビ『体外受精』刑事役
- フジテレビ『将太の寿司』司会者役
- フジテレビ『魔法のキ・モ・チ』
- テレビ朝日『外科医柊又三郎』患者役
- テレビ朝日 ララバイ刑事 犯人役
- テレビ朝日 炎の消防隊
- テレビ朝日 旅は道ずれ嫁VS姑
- テレビ朝日〔人間発掘物語〕 藤沢物語 テストライダー役
- テレビ東京〔日曜恐怖劇場〕 お盆の逆襲 主役
- テレビ東京〔月曜女のサスペンス〕 軽井沢霧の中で 刑事役
- テレビ東京〔月曜女のサスペンス〕 死の懸賞
- テレビ東京〔月曜女のサスペンス〕 赤い犬

### 映画
- THE DAYS　Netflix　-総務班長
- Fukushima 50 ＜若松節朗監督＞（2020年3月6日）
- 渡されたバトン・・・さよなら原発
- GOEMON ＜紀里谷和明監督＞（2009年5月1日） - 秀吉五大老
- オーバーヒート輝きの先に ＜加藤文明監督＞（2007） - 鹿島
- 太陽の傷 ＜三池崇史監督＞（2006年9月16日） - 刑事
- 怨喰　＜加藤文明監督＞（2006） - 刑事
- 花より男子（1995年8月19日、東映） - 司会者
- グッドモーニング
- 家族輪舞曲
- N 45°

### 自主映画
- 『SUIKA』

### Vシネマ
- 『仁義49話・極道最終戦争』坂口隆二役(2008)
- 『仁義17話』組長役
- 『極道拳』
- 『レイプマン5』
- 『モデナの剣』
- 『お嬢だん』
- 『首都高トライアル4』

### 舞台
- 『生命の王』2021年 恵比寿エコー劇場　太陽役
- 『未来へつむぐ　今をありがとう』2019年 目黒区中小企業センターホール 藤井清役
- 『未来へつむぐ　今をありがとう』2018年 伝承ホール 藤井清役
- 『未来へつむぐ　今をありがとう』2017年　大阪ドーンホール 藤井清役
- 『未来へつむぐ　今をありがとう』2017年 坂出市民ホール　藤井清役
- 『未来へつむぐ　今をありがとう』2016年　大阪テイジンホール 藤井清役
- 『未来へつむぐ　今をありがとう』2015年　星陵会館　藤井清役
- 『花嫁』三越劇場 立花英二役 演出：石井ふく子
- 『ミステリーナイト 上空一万メートルの罠』水口卓夫役 演出：九十九一
- 『二重密室から脱出せよ』玉置浩次役 演出：本村壮平
- 『夢ふたり』三越劇場 特高刑事役 演出：小林俊一
- 『北条時宗』明治座 北条教時役 演出：村上祐二
- 『劇団東京サスカッチ1〜4回公演』
- 『秋野暢子ルーシーショー』
- 『竹取物語』漫遊棒球団演劇部

### 日舞
- 『源九郎まつり2015年』
- 『富士城流2015年浴衣の会』
- 『富士城流2015年新年会』
- 『源九郎まつり2014』
- 『富士城流第二回〜八回公演』
- 『牧園流公演 奈良・名古屋公演』

### PV
- 『漏洩』（国税庁）（2013）
- 『無知・非行を防ぐ法律知識』（国税庁）（2009）
- 『内部教育倫理ビデオ』（警視庁）（2009）
- 『検察広報用DVD』（法務省）（2009）
- 『今親として』（最高裁）（2008）
- 『ザ・ライオンズ上野の森』（大京マンション）（2007）
- 『暴力団対策ビデオ・「シャットアウト」』（警察庁）（2006）

### ラジオ
- 『笑う20世紀パート3』（NHKラジオドラマ）

## ブログ
- 五宝孝一（ごほうたかと）ブログ発信〜http://gohou.seesaa.net/
- オフィスAmi http://office-ami.sub.jp/